# 二次元電子ガス
二次元電子ガス（にじげんでんしガス、two dimensional electron gas、2DEG ）は、半導体中で二次元状に電子が分布する状態を示す。半導体同士や半導体と絶縁体の接合等で伝導帯に障壁を作り、電圧やドーピングの調整により、フェルミ準位が伝導帯より上に来る状態にすること。この領域では、半導体中に電子が充満する。これを電子ガスといい、これが通常、二次元状に分布するため、二次元電子ガスと言う。
通常、HEMTのチャネル部分や、MOSFETの反転層がこれに当たる。ホールの場合は、二次元ホールガス(2DHG)と言う。

## 構造と2DEG

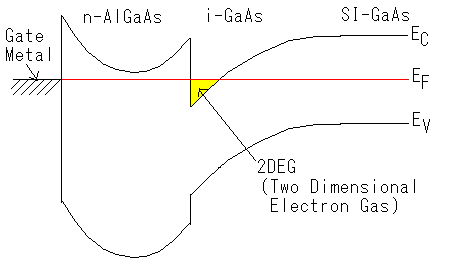
HEMTのバンド構造。チャネル部分に2DEGが生じる。

ほとんどの2DEGは、半導体により作成される平面構造を持った高移動度トランジスタや矩形量子井戸で観測される。最も、一般的な2DEGは、MOSFET（NMOS）における反転層における電子や、HEMTのチャネルにおける電子がこれに当たる。どちらの場合でも、チャネルのフェルミ準位が伝導帯より上に存在することにより、その領域が電子で満たされる。この領域は、シート状に存在し、電子は水平方向への移動は可能であるが、垂直方向へは移動が困難であるため、擬似的には二次元状に分布している。これは、二次元電子ガスの名前の由来でもある。MOSFETの場合もHEMTの場合も、材質間の伝導帯と価電子帯の障壁及び印加する電圧を利用して2DEGを形成している。HEMTの場合には、2DEGが形成される半導体がアンドープのものであるため、（イオン化不純物散乱の打ち消しあう効果がある、ドープされたチャネルを用いる）MOSFETと比較して、高移動度な特性を確認できる。
量子井戸は、2つのヘテロ接合を近接して配置し、その「井戸」の中に電子を封じ込めるため、厳密には異なるものである。MOSFETやHEMTの場合、印加する電圧により電子が存在する領域の「厚さ」(バンド図の三角の領域)が変化するが、量子井戸の場合、電子が存在する領域が井戸の幅により厚さが決定される。そのため、電子ガスが存在する領域を制御することが可能である。また、用いる材料の選択と合金混合比を変えてやることで2DEG中のキャリア密度を制御することができる。
また、物質の表面に電子が集まる場合がある。液体ヘリウムの表面に自由電子があつまり、その表面上を移動する(ただし、垂直方向には移動しない)。初期の2DEGの一部はこの系に対して研究されていた[1]。同様に、電界をかけることにより、グラフェンの表面に電子を集めることもできる。これは、カーボンナノチューブを量子計算機や単電子トランジスタに利用する場合の裏づけとなるため、最近の研究のトピックとなっている。

## 実験
2DEGと2DHGに関する実験は、いくつか報告されており、今日でも研究は継続されている。その一つが、2DEGは極低温で高電子移動度となることを利用した実験である。4Kまで冷やした系では1,000,000 cm^2/(V・s)オーダーの移動度の達成は可能である。
この非常に大きな移動度は、電子が半導体分子により妨害されずどれだけ、電界に沿って加速できるか、すなわち電子の平均自由行程と関連があるため、基本物理の調査に評価のための土台となるものである。
一方、半導体デバイスにおける基本的な原理の使用は今日でも行なわれており、様々な面白い物理現象を引き起こしている。量子ホール効果は、2DEGで最初に観測された[2]。これは、1985年と1998年の2つのノーベル賞の元になった。